# IWAS World Championship 2018
La seconda edizione dellIWAS World Championship, che si è disputata dal 24 settembre al 1º ottobre 2018 in Italia, è un torneo per squadre nazionali di Wheelchair Hockey organizzato dall'ICEWH, organismo che amministra tale sport in ambito mondiale.
Ai nastri di partenza della manifestazione, disputata presso il Palazzetto GE.TUR di Lignano Sabbiadoro, hanno preso parte otto formazioni.

## Squadre partecipanti
| - Australia - Belgio - Danimarca - Canada - Germania - Italia - Paesi Bassi - Svizzera |

## Prima fase

### Girone A
|  | Qualificata ai Playoff 1º-4º posto |
|  | Qualificata ai Playoff 5º-8º posto |

| Squadra     | Pti | G | V | N | P | GF | GS |
| ----------- | --- | - | - | - | - | -- | -- |
| Italia      | 4   | 2 | 0 | 1 | 0 | 41 | 5  |
| Paesi Bassi | 4   | 2 | 0 | 1 | 1 | 31 | 9  |
| Svizzera    | 4   | 2 | 0 | 1 | 2 | 35 | 13 |
| Canada      | 0   | 0 | 0 | 3 | 3 | 0  | 80 |

### Girone B
|  | Qualificata ai Playoff 1º-4º posto |
|  | Qualificata ai Playoff 5º-8º posto |

| Squadra   | Pti | G | V | N | P | GF | GS |
| --------- | --- | - | - | - | - | -- | -- |
| Germania  | 6   | 3 | 0 | 0 | 0 | 27 | 3  |
| Danimarca | 4   | 2 | 0 | 1 | 1 | 24 | 9  |
| Belgio    | 2   | 1 | 0 | 2 | 2 | 15 | 19 |
| Australia | 0   | 0 | 0 | 3 | 3 | 5  | 40 |

## Seconda fase
|  | Semifinali  | Semifinali  | Semifinali |           |        | Finale      | Finale      | Finale      |  |
|  |             |             |            |           |        |             |             |             |  |
|  | Paesi Bassi | Paesi Bassi | 3          |           |        |             |             |             |  |
|  | Paesi Bassi | Paesi Bassi | 3          |           |        |             |             |             |  |
|  | Danimarca   | Danimarca   | 4          |           |        |             |             |             |  |
|  | Danimarca   | Danimarca   | 4          |           | Italia | Italia      | 2           |             |  |
|  |             |             |            |           | Italia | Italia      | 2           |             |  |
|  |             |             | Danimarca  | Danimarca | 1      |             |             |             |  |
|  | Germania    | Germania    | Danimarca  | Danimarca | 1      | 4           |             |             |  |
|  | Germania    | Germania    |            |           |        | 4           |             |             |  |
|  | Italia      | Italia      | 5          |           |        | terzo posto | terzo posto | terzo posto |  |
|  | Italia      | Italia      | 5          |           |        |             |             |             |  |
|  |             |             |            |           |        |             |             |             |  |
|  |             |             |            |           |        | Germania    | Germania    | 3           |  |
|  |             |             |            |           |        | Germania    | Germania    | 3           |  |
|  |             |             |            |           |        | Paesi Bassi | Paesi Bassi | 4           |  |

## Premi
| Vincitore |
| --------- |
| Italia    |

| Vice-campione | Danimarca |

| 3º posto | Paesi Bassi |

| 4º posto | Germania |

## Migliori marcatori
|      | Nome                  | Team        | Goal |
| ---- | --------------------- | ----------- | ---- |
| 1.   | Dennis van der Boomen | Paesi Bassi | 20   |
| 2.   | Jules van der Heijden | Paesi Bassi | 19   |
| 3.   | Jan Schäublin         | Svizzera    | 18   |
| 4.   | Dominik Zenhäusern    | Svizzera    | 17   |
| 5.   | Anders Berenth        | Danimarca   | 13   |
| 6.   | Manuel Melder         | Svizzera    | 12   |
| 7.   | Ruan Fuxin            | Belgio      | 10   |
|      | Kaan Sisik            | Germania    | 10   |
| 9.   | David Huber           | Germania    | 9    |
|      | Nasim Afrah           | Germania    | 9    |
|      | Claudio Camino        | Italia      | 9    |
|      | Emanuel Farcasel      | Italia      | 9    |
|      | Maarten Claes         | Belgio      | 9    |
| 14.  | Veronica Conceicao    | Svizzera    | 7    |
|      | Alexander Pedersen    | Danimarca   | 7    |
| 16.  | Nelson Braillard      | Svizzera    | 6    |
|      | Andrea Felicani       | Italia      | 6    |
|      | Luke David            | Australia   | 6    |
| Note |                       |             |      |